# Peter Benchley
Peter Bradford Benchley (ur. 8 maja 1940 w Nowym Jorku, zm. 11 lutego 2006 w Princeton) – amerykański pisarz i scenarzysta. Znany z bestsellerowej powieści Szczęki, na podstawie której powstał film o tym samym tytule wyreżyserowany przez Stevena Spielberga. Jest synem autora Nathaniela Banchleya oraz wnukiem humorysty i aktora Roberta Benchleya.

## Życiorys
Benchley początkowo uczył się w Phillips Exeter Academy, następnie udał się na Uniwersytet Harvarda. W 1961 roku, ukończywszy go z wyróżnieniem, podjął się pracy reportera w „The Washington Post”, trwało to zaledwie kilka miesięcy. Potem kojarzy się już go jako redaktora w „Newsweeku”, a od 1967 z pracą w Białym Domu dla prezydenta Lyndona Johnsona. Pisał dla niego przemówienia. Po opuszczenia Białego Domu, artykuły Benchleya pojawiały się w takich magazynach jak: „Holiday”, „New Yorker”, „New York Times” czy „National Geographic”. W 1974 opublikowana została powieść Szczęki, która odniosła sukces. Utrzymywała się na liście bestsellerów przez ponad 40 tygodni. Rok później powstał film Stevena Spielberga o tym samym tytule, do którego Benchley razem z Carlem Gottliebem napisał scenariusz.
Zmarł w 2006 roku na zwłóknienie płuc.

## Dzieła Benchleya

### Powieści
- Szczęki (1974)
- Głębia (1976)
- Wyspa (1979)
- Dziewczyna z Morza Corteza (1982)
- Rozliczenia Q (1986)
- Rummies (1989)
- Beast (1991)
- Żarłacz biały (1994)
- Creature (1997)

### Filmy
- Szczęki (1975)
- Głębia (1977)
- Podwodne łowy (1978)
- Wyspa (1980), scenariusz oparty na powieści
- Dolphin Cove (1989), serial telewizyjny
- Bestia (1996)
- Rozbitkowie (1999-2000), serial telewizyjny